# Dagmar Wagner-Robertz
Dagmar Johanna Wagner-Robertz, vor Annahme des Doppelnamens: Dagmar Johanna Wagner (* 1944 in Krefeld als Dagmar Johanna Robertz; † 1991 in Holzkirchen, Oberbayern), war eine deutsche promovierte Ethnologin und Afrikanistin. Sie war bis zu ihrem Tod mit dem Studiendirektor Rüdiger Wagner verheiratet.

## Schriften (Auswahl)

### Dissertation
- Die Schlange in Kult, Mythos und Vorstellung der nordostafrikanischen Stämme. Inaugural-Dissertation zur Erlangung des Doktorgrades der Philosophischen Fakultät der Ludwig-Maximilians-Universität zu München. Mikroskopie Gesellschaft, München 1970.

### Wissenschaftliche Veröffentlichungen
- Der Alte hat mir erzählt. Schamanismus bei den Hain//om von Südwestafrika. Eine Untersuchung ihrer geistigen Kultur. Gesellschaft für Wissenschaftliche Entwicklung, Swakopmund 1977.
- Ein Heilungsritual der Dama, Südwestafrika/Namibia. [Mit 19 Farbfotos von Rüdiger Wagner]. Köppe, Köln 2000, ISBN 978-3-89645-351-8.
- Liedtexte der Nama, Südwestafrika/Namibia. Köppe, Köln 2001, ISBN 978-3-89645-354-9.